# Juan Sornichero
Juan Sornichero, vollständiger Name Juan Sornichero Castro, (* 25. Februar 1941 in Alcantarilla, Spanien; † 26. August 2014 in La Coruña, Spanien) war ein spanischer Fußballspieler.

## Karriere
Offensivakteur Sornichero entstammte der Nachwuchsmannschaft Real Madrids. Er war der Sohn von Ángel Sornichero, einem ehemaligen Fußballspieler von Atlético Madrid und der Bruder des Fußballspielers Ángel Sornichero. Er gehörte zu Beginn seiner Karriere in den Spielzeiten 1960/61 und 1961/92 dem Kader des Zweitligisten Plus Ultra – Vorgängerverein des heutigen Real Madrid Castilla – an. In der erstgenannten Saison wurde er erstmals am 5. Februar 1961 gegen San Fernando in der Segunda División eingesetzt und absolvierte bis zum Saisonende insgesamt sieben Ligapartien (kein Tor). In der Folgespielzeit stehen 18 Zweitligaeinsätze und drei Treffer für ihn zu Buche. Die Saison 1962/63 verbrachte er in Reihen des Erstligisten Deportivo La Coruña und lief in vier Ligabegegnungen (kein Tor) der Primera División, die allesamt im ersten Halbjahr ausgetragen wurden, auf. Sein Erstligadebüt feierte er dabei am 16. September 1962 beim 1:0-Heimsieg gegen Sevilla. Für die Spielzeit 1963/64 liegen keine statistischen Daten vor. In der Saison 1964/65 war er erneut Spieler bei Deportivo La Coruña und kam auch in jener Saison viermal (kein Tor) in den ersten drei Monaten des Jahres 1965 in der höchsten spanischen Spielklasse zum Einsatz. Die spanische Zeitung ABC und andere Quellen berichten jedoch abweichend von 44 Erstligaspielen bei La Coruña. 1966/67 und 1967/68 spielte er 34-mal für Racing Ferrol in der Segunda División und schoss 14 Tore.